# Осока колосиста
Осока колосиста, осока сусідня як Carex contigua (Carex spicata) — вид рослин родини осокові (Cyperaceae), поширений в Алжирі, Європі, західній Азії, інтродукований до США.

## Опис
Багаторічна трав'яниста рослина 20–100 см заввишки. Коріння і нижнє лускоподібне листя з фіолетовим відтінком. Суцвіття густе, 2–4 мм завдовжки. Мішечки 4–5 мм завдовжки. В основі їх зовнішньої і внутрішньої сторін під епідермісом знаходиться добре розвинена паренхімна тканина, від чого в цих місцях мішечки мають слабо опуклі округлі піднесення (недозрілі мішечки в основі зморшкуваті). 2n = 58.

## Поширення
Поширений в Алжирі, Європі, західній Азії, інтродукований до США.
В Україні вид зростає на суходільних луках, в розріджених березових і широколистяних лісах, на пустирях, поблизу житла — на всій території звичайний, у Степу зрідка.